# Axestotrigona richardsi
Axestotrigona richardsi är en biart som först beskrevs av Darchen 1981.  Axestotrigona richardsi ingår i släktet Axestotrigona och familjen långtungebin. Inga underarter finns listade.